# Kolektiv (film)
Kolektiv (rumunsky Colectiv) je rumunský dokumentární film, který režíroval, napsal a sestříhal Alexander Nanau. Film začíná požárem v nočním klubu Colectiv, ale věnuje se situaci v rumunském zdravotnictví a s tím spojené práci investigativních novinářů při odhalování podvodů, korupce a špatného vedení nemocnic.
Film měl festivalovou premiéru na Benátském filmovém festivalu v září 2019, do běžné distribuce byl uveden v únoru 2020 v Rumunsku a v listopadu 2020 pak v dalších zemích. Film byl pozitivně přijat kritiky a obdržel několik ocenění, mj. evropskou filmovou cenu za nejlepší dokument. Film byl nominován na oscara za nejlepší cizojazyčný film, ale také na oscara za nejlepší dokumentární film.